# Bledius baudii
Bledius baudii är en skalbaggsart som beskrevs av Fauvel 1872. Bledius baudii ingår i släktet Bledius, och familjen kortvingar. Enligt den svenska rödlistan är arten sårbar i Sverige. Arten förekommer i Götaland och Gotland. Artens livsmiljö är havsstränder, våtmarker.